# Louis-Emmanuel Corvetto
Pour les articles homonymes, voir Corvetto.
Le comte Louis-Emmanuel Corvetto, né à Gênes le 11 juillet 1756 et mort à Gênes le 20 mai 1821, est un homme politique français originaire de la république de Gênes. Il fut ministre des Finances à l'époque de la Restauration.

## Biographie
Luigi Emanuele Corvetto naît dans une famille bourgeoise génoise francophile et jacobine, originaire plus précisément de Nervi (cette famille est souvent orthographiée « Crovetto », ce qui n'a rien à voir avec une crevette (ni une corneille), mais qui veut dire « originaire de Croatie », bien que certains blasons familiaux montrent un corbeau en envol). Le père (Domenico voire Luigi, selon les sources) est professeur d'architecture à Gênes, la mère, Maria Maddalena, est issue d'une grande famille de commerçants italiens établis à Amsterdam, les Turpia.
Il poursuit des études de droit et par la suite a la réputation d'un avocat des pauvres. Il est magistrat à l'Office de Saint Georges et favorable au rattachement de Gênes à la France. Il réside vingt-trois ans en Russie où, entre 1792 et 1796, il fait semble-t-il connaissance du duc de Richelieu, alors en mission à Odessa. Puis, la république de Gênes, sous le nom de république ligurienne, se lie à la France révolutionnaire en 1797, en destituant le dernier doge de Gênes, Giacomo Brignole, et en 1805 fait partie de l'Empire français. Corvetto entre au gouvernement provisoire de la république ligurienne dont il dirige le directoire l'année suivante. Il est aussi membre du tribunal suprême de Gênes. Lorsque Gênes est assiégée en 1800, il défend toutefois une position attentiste entre les troupes de Masséna et les armées autrichiennes de Michael von Melas voire de Peter-Carl Ott et britanniques de George Keith Elphinstone. Après 1805, lorsque la république ligurienne est rattachée à la France, il se met au service de Napoléon. Il entre au conseil d'État et participe à la rédaction du Code de commerce de 1807. Napoléon lui attribue le titre de comte d'Empire par décret du 3 décembre 1809 ; ce titre semble ne pas avoir été transmissible à sa succession.
Corvetto reste au service de l'État à l'époque de la Restauration de Louis XVIII. Il devient ministre des Finances du 26 septembre 1815 au 7 décembre 1818
dans le premier cabinet du duc de Richelieu et contribue à remettre de l'ordre dans les finances désastreuses du pays, après les guerres napoléoniennes, et pendant l'occupation des armées des puissances européennes. Il fait baisser les contributions dues aux armées étrangères.
En 1816, en tant que ministre français des Finances, il est un des créateurs de la Caisse des dépôts et consignations. Il figure au registre des receveurs généraux des finances, de même que sa nièce Marie Paula de Corvetto (fille de Giovanni Benedetto), épouse Bas, au Luc en Provence.
Malade et pauvre, le comte Corvetto se retire de la vie politique, brièvement à Mont-de-Marsan chez sa fille ; mais se sachant condamné par la maladie, il rentre à Nervi, dont sa famille était originaire, et y meurt peu de temps après. Avant de mourir, il adresse ses dernières volontés au duc de Richelieu. L'État français alloue une rente de 10 000 francs à sa veuve. Corvetto est enterré en l'église Saint-Cyr de Nervi. Une place à Gênes, une autre à Milan et une rue à Paris, dans le huitième arrondissement, portent son nom.
Il a eu plusieurs enfants dont Maddalena (dite Manin, mère de Nina Giustiniani), Giuseppe Maria, Carlo Antonio, Giovanni Benedetto, Anna Maria (épouse de Nicola Littardi (1789-1871), lui aussi receveur général des impôts des Landes, puis du Tarn-et-Garonne, puis du Var). Sa petite-fille, la marquise Anna Giustiniani dite Nina, née Schiaffino, (1807-1841), fut une patriote italienne dont les amours avec Cavour finirent tragiquement par un suicide.

## Sources
- (it) Elogio storico del conte Luigi Corvetto: già ministro delle finanze a Parigi... par Cotardo Solari.
- Le site www.historici.nl pour ce qui est de la famille Turpia.